# Progryllacris uncinulata
Progryllacris uncinulata is een rechtvleugelig insect uit de familie Gryllacrididae. De wetenschappelijke naam van deze soort is voor het eerst geldig gepubliceerd in 1933 door Ander.